# Gornji Rujani
Gornji Rujani su naseljeno mjesto u gradu Livnu, Federacija Bosne i Hercegovine, BiH.

## Stanovništvo

### 1991.
Nacionalni sastav stanovništva 1991. godine, bio je sljedeći:
ukupno: 489
- Hrvati- 485
- Srbi - 3
- ostali, neopredijeljeni i nepoznato - 1

### 2013.
Nacionalni sastav stanovništva 2013. godine, bio je sljedeći:
ukupno: 368
- Hrvati- 365
- ostali, neopredijeljeni i nepoznato - 3